# Kiparstvo
Kipárstvo je veja upodabljajočih umetnosti, ki deluje v treh dimenzijah oziroma oblikuje volumen. Trajni kiparski proces se je prvotno uporabljal za rezljanje (odstranitev materiala) in modeliranje (dodajanje materiala) v kamnu, kovini, keramiki, lesu in drugih materialih, a je modernizem pripeljal v kiparski proces skoraj popolno svobodo materialov in procesa. Najrazličnejše materiale lahko uporabljajo za odstranjevanje, pri tem pa se uporabljajo tehnologije od rezbarjenja, sestavljanja z varjenjem ali modeliranjem, ulivanja ali litja.
Kip v kamnu preživi veliko bolje od umetnin iz pokvarljivega materiala in pogosto predstavlja večino ohranjenih del (razen keramike) starodavnih kultur, tradicionalne lesene skulpture so izginile skoraj v celoti.
Kip je bil osrednji verski element v mnogih kulturah in do zadnjih stoletij so bili veliki kipi, predragi za posameznika, običajno ustvarjeni za izražanje vere ali politike. Kulture, katerih kipi so ohranjeni v večjih količinah so kulture starega Sredozemlja, Indije in Kitajske, pa tudi mnogi v Južni Ameriki in Afriki.
Zahodna tradicija kiparstva se je začela v antični Grčiji in Grčija na splošno velja za proizvajalko velikih mojstrovin v klasičnem obdobju. V srednjem veku je bilo gotsko kiparstvo zlasti pomemben religiozen pomen. Oživitev klasičnih modelov v renesansi je prinesla znane kipe kot Michelangelov David. Modernistično kiparstvo se je odmaknilo od tradicionalnih postopkov in poudarkov na upodabljanju človeškega telesa, z izdelavo konstruiranih kipov in predstavitvijo najdenih ali rabljenih predmetov, kot gotovih umetniških del.

## Motivi in namen
Kiparski motivi so zelo različni: figura, portret, avtoportret, skupina figur, glava, torzo, konjeniški kip, rastlinski in živalski motiv, abstraktna plastika in drugo. Lahko so prisotne tudi grafične, slikarske in arhitekturne lastnosti.
Kiparstvo lahko razdelimo na več zvrsti glede na kraj postavitve, velikost in namen:
- obla plastika - kip je obdelan z vseh strani;
- reliefna plastika – obdelana je samo frontalna stran;
- mala plastika – so majhni kipi predvsem namenjeni notranji postavitvi;
- monumentalna plastika – spomeniki;
- monolitna plastika.
- portalna plastika, ki je lahko doprsna ali pa celopostavna
- arhitekturna plastika - kipi so sestavni del arhitekture.

Glede na izražanje in konstrukcijo prostostoječe plastike razlikujemo na primer: polno plastiko, votlo plastiko in skeletno plastiko ter kombinacije teh.
Glede na obliko ločimo dve skupini: okroglo in oglato telesnost.
Bistvo oble plastike je prosto stoječ kip, ki ni vezan (razen morda na dnu) s katero koli drugo površino.
Različne vrste reliefov so vsaj deloma povezani s površino ozadja. Relief je pogosto razvrščen glede na stopnjo projekcije od stene v nizek, tudi bas-relief, visok relief, včasih srednje visok relief. Potopljen relief je tehnika omejena na stari Egipt. Relief je običajno kiparski medij za velike upodobitve skupin in pripovedi o osebah, ki jih je težko doseči z oblo plastiko in je tipična tehnika tako za arhitekturno kiparstvo, kjer je plastika pritrjena na stavbo pa tudi za majhne skulpture, ki krasijo druge predmete, kot v lončenini, kovini in nakitu. Z reliefno plastiko lahko okrasimo tudi nagrobni kamen, stele, pokončne plošče, običajno iz kamna, ki pogosto vsebujejo tudi napise.
Druga temeljna razlika med izdelki je ali gre za odvzemanje materiala z rezljanjem, klesanjem, rezanje, brušenje in drugimi tehnikami, pri čemer odstranjujemo material iz večjega bloka ali kupa, na primer iz kamna ali lesa, in tehnike s katero oblikujemo ali modeliramo iz materiala. Tehnike, kot so litje, kovanje in ulivanje v kalup, omogočajo proizvodnjo več kopij.
Izraz kip ali plastika pa zajema tudi veliko vrst malih tridimenzionalnih del z uporabo enakih tehnik kot pri velikih plastikah, vključno z kovanci in medaljami, graviranjem kamnin, ki so lahko zelo podrobno narejeni izdelki.
Zelo velik ali monumentalen kip je imel trajno mesto že od antike. Največji znan primer je 128 m visok kip, narejen leta 2002 na Kitajskem, Buda v pomladnem templju. Velike oblike portretnega kiparstva so bili konjeniški kipi jahača na konju, ki je v zadnjih desetletjih redek. Najmanjše oblike naravne velikosti portretnega kiparstva so »glave« ali doprsni kipi. Majhne oblike kiparstva obsegajo figurine, običajno kipi, ki niso več kot 18 cm visoki in rabijo za reliefe plaket, medalj ali kovance.
Moderna in sodobna umetnost sta dodali še številne ne tradicionalnih oblike kiparstva, tudi zvočno plastiko, svetlečo plastiko, okoljsko umetnost, kinetične skulpture (vključuje vidike fizičnega gibanja), zemeljsko umetnost in umetnost oblikovanja uporabnih predmetov. Kiparstvo je pomembna oblika javne umetnosti. Zbirka kipov v vrtu lahko imenujemo vrtno kiparstvo.

## Nameni in predmeti
Eden od najpogostejših namenov kiparstva je prikazovanje podob iz religij. Kult podobe ali idola je pogost v mnogih kulturah, čeprav niso tako pogosti velikanska kipi božanstev, kot je bilo značilno za starogrško umetnost (primer: kip Zevsa v Olimpiji). Kultne podobe v najglobljih svetiščih egipčanskih templjev, od katerih nobena ni ohranjena, so bile očitno precej majhne tudi v največjih templjih. Enako velja v hinduizmu, kjer je zelo preprosta in starodavna oblika Lingam najpogostejša. Budizem je prinesel kip verskih osebnosti v vzhodno Azijo, kjer se zdi, da so bili zgodnejši enakovredni, vendar spet preprostih oblik, kot bi (vrsta okroglega starodavnega kitajskega žadastega artefakta) in cong (starodaven kitajski žadasti artefakt), ki sta imela verjetno verski pomen.
Majhne skulpture kot osebna lastnina segajo v najzgodnejšo prazgodovinsko umetnost. Uporaba velikih skulptur je veljala kot javna umetnost, ki naj bi naredila vtis na gledalca z močjo vladarja in sega vsaj do Velike Sfinge približno 4.500 let nazaj. V arheologiji in umetnostni zgodovini je videz, in včasih izginotje velikih ali monumentalnih plastik v kulturi obravnavan kot zelo pomemben, čeprav je sledenje izvora pogosto zapleteno (les in drug neobstojen material) in o katerih ni zapisov. Sposobnost dobiti sredstva za ustvarjanje monumentalnih plastik, prevoz zelo težkih materialov in skrb za plačilo kiparjev, velja za razmeroma visoke kulture v smislu družbene organizacije. Nedavna nepričakovana odkritja starodavne kitajske figure iz bronaste dobe na Sanxingdui, nekaj večje kot dvakrat človeška velikost, je vzrok številnim idejam o zgodnji kitajski civilizaciji, saj so bile do sedaj znane le manjše bronaste plastike. Nekatere nedvomno napredne kulture, kot je civilizacija v dolini Inda, se zdi, da je poznala spomeniško kiparstvo in sofisticirane figurice. Druge kulture, kot so stari Egipt in kulture Velikonočnega otoka so namenile ogromno sredstev za zelo obsežno monumentalno plastiko že zelo zgodaj.
Zbiranje kipov, vključno z zgodnjimi obdobji, sega približno 2000 let nazaj v Grčiji, na Kitajskem in Srednji Ameriki. Številne zbirke so bile na pol javne, še preden so izumili sodoben muzej. Od 20. stoletja dalje je obseg predmetov relativno omejen na velike plastike, abstraktne predmete in uporabo ali zastopanost katere koli vrste predmetov. Veliko plastik je narejenih za ogled v galerijah in muzejih, saj je sposobnost za prevoz in shranjevanje velikih del pomemben dejavnik pri njihovi izdelavi. Majhne okrasne figurice, najbolj pogosto v keramiki, so priljubljene tudi danes (čeprav čudno zanemarjene od moderne in sodobne umetnosti), kot so bile v rokokoju ali v antični Grčiji, ko so bile Tanagra figurice glavna proizvodnja ali pa v vzhodni Aziji in pred-kolumbovski umetnosti. Mala plastika za pohištvo in drugi predmeti kot Nimrudova slonovina, slonovina Begram in najdbe iz Tutankamonove grobnice, so prave antikvitete.
Portretni kip je nastal v starem Egiptu, kjer Narmerjeva paleta kaže vladarja iz 3200 pr. n. št. in v Mezopotamiji, kjer je ohranjeno 27 kipov Gudea, ki je vladal v Lagašu okoli 2144 - 2124 pr. n. št.. V antični Grčiji in Rimu je bila postavitev portretnega kipa v javnem prostoru skoraj najvišji znak časti in ambicija elite, ki je bila lahko upodobljena tudi na kovancu, V drugih kulturah, kot sta Egipt in Bližnji Vzhod so bili javni kipi skoraj izključno domena vladarja, drugi premožni ljudje so bili upodobljeni na svojih grobovih. V predkolumbovski civilizaciji so bili vladarji ljudem znani le kot portreti. Taki so voditelji Olmekov izpred približno 3.000 let. Vzhodnoazijski portretni kip je bil popolnoma verski, vodilni duhovniki so se proslavili s kipi, zlasti ustanovitelji samostanov, ne pa tudi vladarji ali predniki. Sredozemska tradicija je oživela sprva samo na grobnih podobah in kovancih, v srednjem veku pa se je zelo razširila v renesansi, ki je izumila nove oblike, kot je osebna portretna medalja.
Živali s človeško podobo so zgodnja kiparska tema in je bila vedno priljubljena, včasih realne, vendar pogosto namišljene pošasti. Na Kitajskem so živali in pošasti skoraj edini tradicionalni predmeti za kiparstvo v kami izven grobnic in templjev. Kraljestvo rastlin je pomembna le v nakitu in dekorativnih reliefih, predstavljajo pa skoraj vse velike plastike bizantinske in islamske umetnosti in so zelo pomembni v večini evrazijske tradicije, kjer so motivi, kot so palmete in vinska trta prevladovale več kot dve tisočletji.
Ena oblika kiparstva, ki jo najdemo v mnogih prazgodovinskih kulturah po vsem svetu, je posebej razširjena različica navadnega orodja, orožja ali plovil, ustvarjenih v nepraktičnih dragocenih materialih, bodisi za neke vrste obredno rabo ali za zaslona ali kot darilo. Žad ali druga vrsta zelenega kamna so uporabljali na Kitajskem, v Mehiki, Olmeki in v neolitski Evropi, v zgodnji Mezopotamiji so izdelovali velike v kamnu. Bron je bil uporabljen v Evropi in na Kitajskem za velike osi in rezila.

## Materiali in tehnike
Postopek oziroma tehnika kiparskega oblikovanja pomeni bodisi odvzemanje snovi (primer klesanje, rezbarjenje) ali dodajanje snovi (ulivanje - bron, svinec, kositer,...) ali modeliranje gnetljivih materialov (glina, vosek, plastelin, umetne mase,...).
Z odločitvijo za material pričenja kipar določevati videz in učinek dela. Materiali so tradicionalni in moderni. Med tradicionalnimi so tisti, ki jih povečini najdemo v naravi in so jih kiparji (tudi klesarji, rezbarji, zlatarji itd.) uporabljali že dolgo časa, med modernimi pa tisti, ki so se uveljavili šele pozneje (npr. porcelan). Danes uporabljajo gradiva, ki jih še pred kakšnim desetletjem niti ni bilo na trgu. Kiparske tehnike zahtevajo različno orodje, tudi različne ateljeje, saj so postopki od skice na papirju do npr. marmornega kipa ali bronastega odlitka močno razlikujejo. Pri tradicionalnih tehnikah najpogosteje govorimo o odvzemanju, modeliranju oz. dodajanju in sestavljanju. Pri tehnikah pri katerih kipar iz snovi oblikuje, modelira zamišljeni kip, ima možnost, da spreminja, popravlja, pri tehnikah odvzemanja, ko iz kamnitega ali lesenega bloka osvobaja skrite oblike, pa bistvene spremembe skorajda niso mogoče. Najpogosteje se srečujemo s klesanjem v kamnu, z rezbarjenjem v lesu, kosti, slonovi kosti, v mehkih kamninah, z ulivanjem kovin in plastičnih materialov, z modeliranjem v glini, porcelanu, vosku, mavcu, plastelinu, s tolkljanjem v kovinske plošče, z varjenjem oziroma spajkanjem (kovine), s sestavljanjem v naravnih (les, zemlja, vlakna) in umetnih materialnih (plastika, svetlobna telesa, deli različnih predmetov) itd. Dragi materiali, kot so zlato, srebro, žad in slonovina se pogosto uporablja za manjše luksuzne izdelke, včasih za večje kot so krizelefantinski kipi.
Plastike so bile pogosto poslikane, a se je barva v času izgubila ali so jo restavrirali. Veliko različnih slikarskih tehnik je bilo uporabljenih za izdelavo plastik, vključno tempera, olje, pozlata, aerosol, lošč in peskanjem.
Veliko kiparjev išče nove načine in materiale za prikaz svojih umetnin. Eden najbolj znanih kipov Pabla Picassa je sestavljen iz delov koles. Alexander Calder in drugi modernisti so uporabili poslikano jeklo. Od leta 1960 dalje je bil uporabljen tudi akril in druga plastika. Andy Goldsworthy je naredil svoje nenavadno kratkotrajne plastike iz skoraj popolnoma naravnih materialov, v naravnih okoljih. Nekateri kipi, kot so ledene skulpture, plastike iz peska in plina so namerno kratkotrajni. Sodobni kiparji so za svoja dela uporabili vitraž, orodja, dele strojev, strojne opreme in potrošno embalažo. Kiparji včasih uporabljajo v naravi najdene predmete, kot na primer kitajski učeni kamni, ki so jih cenili več stoletij.
Verjetno je najbolj preprost material pesek, saj ga uporabljajo stari in mladi za izdelavo peščenih gradov.
V svojih kasnejših spisih je Joan Miró celo predlagal, da bodo nekega dne kipi narejeni iz plinov.

### Kamen
Kiparstvo v kamnu je starodavna dejavnost, kjer se kosi grobega naravnega kamna oblikujejo z nadzorovanim odstranjevanjem kamna. Zaradi trajnosti materiala, so dokazi o obstoju iz najzgodnejših civilizacij iz celega sveta. Petroglifi (v kamen vklesane ali vrezane podobe) so morda najstarejša oblika podob narejenih z odstranitvijo dela površine kamna (vrezovanje, kljuvanje, klesanje in odrgnenje), ki je sicer ostal v naravi (in situ). Monumentalna skulptura zajema velika dela in arhitekturno kiparstvo, ki je pritrjeno na stavbe. Kamnorezbarstvo ali gliptika in brušenje je izraz za obdelavo trdih kamnin za umetniške namene (poldragih kamnov kot je žad, ahat, oniks, kremen, kalcedon). Alabaster in sadra sta mehka minerala, ki sta enostavna za obdelavo, a sta še vedno razmeroma trajna.

### Steklo
Steklo se lahko uporablja v kiparstvu s široko paleto delovnih metod, je pa večja uporaba predmet nedavnega razvoja. Rezljanje oz. brušenje je precej težavno. Rimska Steklena čaša s prizorom Likurgove smrti je edinstvena. Različne oblike je mogoče izdelati iz staljenega stekla. Steklo se lahko piha in / ali drugače vroče oblikuje z ročnim orodjem.

### Keramika
Glina je mehkejši in gnetljiv material. Kiparji jo pri modeliranju dodajajo ali odvzemajo. Oblikujejo jo ročno ali s pomočjo različnih orodij in priprav. Po sušenju jih lahko žgejo in barvajo.
Glina je eden najstarejših materialov za kiparske izdelke, kot tudi medij, v katerem so številne plastike, kasneje izdelane v kovinski izvedbi, najprej oblikovane za ulivanje. Kiparji pogosto izdelujejo majhne makete iz materialov kot so mavec, vosek, nežgana glina ali plastelin. Mnoge kulture so proizvajale lončenino, ki je združevala funkcijo posode s kiparsko obliko, pogoste in zelo priljubljene so bile majhne figurice predvsem v sodobni zahodni kulturi. Žigi in kalupi so se uporabljali v večini starih civilizacij, od starega Rima in Mezopotamije, do Kitajske.

### Les
Les je mehek material, njegova obdelava pa je vezana na velikost kosa in njegovo strukturo ter predvsem na odvzemanje. Kiparji za obdelavo uporabljajo dleta, kladiva, žage in podobno. Pri ustvarjanju lahko lepijo, vrtajo, brusijo in kako drugače oblikujejo svoje delo.
Lesene plastike so zelo široko uveljavljene, vendar pa je mnogo manj ohranjenih kot iz drugih materialov, ker je les občutljiv na gnilobo, mrčes in ogenj. Je pomemben element v umetnostni zgodovini mnogih kultur. Zunanje skulpture ne trajajo dolgo v večini delov sveta, zato vemo zelo malo o razvoju te tradicije. Mnoge izmed najpomembnejših skulptur so iz Kitajske in Japonske in v veliki večini so afriške in iz Oceanije. Les je lahek, zato je primeren za maske in druge plastike, ki so lahko narejene zelo natančno.

### Slonova kost
Slonovina je material iz slonovih oklov. Kiparji so izdelovali predvsem majhne kipe in okrasne izdelke, saj so bili vezani na velikost materiala.

### Kovina
Bron in z njim povezane zlitine so najstarejša in še vedno najbolj priljubljena kovina za izdelavo kovinskih skulptur. Bronaste zlitine imajo nenavadno in zaželeno lastnost, da jo lahko tik preden jo postavijo, podrobno izdelajo v kalup. Bron je močen, ni krhek in ima še druge prednosti zlasti v primerjavi z različnimi keramičnimi ali kamnitimi materiali.
Zlato je najmehkejša in najbolj plemenita kovina in zelo pomembna za nakit. Srebro je dovolj mehko, da se ga obdeluje s kladivi in drugimi orodji. Obe kovini sta primerni za rezkanje, struženje, kovanje, tolčenje, zanimiva je tehnika repoussé (tolčenje) in cizeliranje.
Vlivanje ali litje je skupina proizvodnih postopkov, s katerimi (bron, baker, steklo, aluminij, železo) kot tekoče snovi (običajno) vlijemo v kalup, ki vsebuje votel prostor želene oblike in nato pustimo, da se strdi. Odlitek se nato izvrže in dokončno obdela. Ulivanje se najpogosteje uporablja za izdelavo kompleksnih oblik, ki bi jih sicer težko ali negospodarno izvedli z drugimi metodami. Najstarejši ohranjen odlitek je bakrena mezopotamska žaba iz leta 3200 pred našim štetjem.
Žica predstavlja v likovnem smislu linijo. Kipar kombinira različne debeline, jo zvija, prepleta, vari ali kako drugače oblikuje zelo zračno plastiko.
Pločevina je material za izdelavo reliefa. Lahko je bakrena, aluminijasta, srebrna,.... Lahko se zvija, vari, tolče in cizelira.

### Papir
Iz papirja je mogoče oblikovati najrazličnejše likovne stvaritve. Lahko je to relief, polno plastična ali votla skulptura. Umetnik papir lahko zvija, pregiba, reže, lepi, uporablja papir različnih kvalitet in debelin (karton, lepenka, časopisni papir,...). Posebna tehnika je v škrob namočen papir, ki se ga lepi na kalup.

## Družbeni status kiparjev
Po vsem svetu so bili kiparji običajni obrtniki katerih delo ni bilo podpisano. V nekaterih tradicijah, na primer na Kitajskem, kjer skulpture niso delile prestiža slikarstva s tušem, pa je vplivalo na status kiparstva. Tudi v antični Grčiji, kjer so kiparji kot Fidija zasloveli, se zdi, da so ohranili podoben socialni status kot drugi obrtniki in verjetno ne z veliko večjimi finančnimi nagradami, čeprav so nekateri svoja dela podpisal. V srednjem veku so umetniki, kot v 12. stoletju Gislebertus, ki je včasih podpisal svoje delo, delo iskali po različnih mestih, zlasti v Italiji od trecenta dalje (Arnolfo di Cambio in Nicola Pisano in njegov sin Giovanni). Zlatarji in draguljarji, ki so se ukvarjali z dragimi materiali, so bili pogosto tudi bankirji in so pripadal močnim cehom in si s tem zagotovili ustrezen statusa. Veliki kiparji so delali tudi v drugih zvrsteh: Andrea del Verrocchio tudi slikar, Giovanni Pisano, Michelangelo, Jacopo Sansovino so bili arhitekti. Nekateri kiparji so imeli velike delavnice. Tudi v renesansi je dojemanje fizične narave dela Leonardu da Vinciju in drugim zmanjševala status kiparja v umetnosti, je pa ugled Michelangela morda dolgi rok to mnenje nekoliko omilil.
Od visoke renesanse dalje umetniki, kot so Michelangelo, Leone Leoni in Giambologna lahko postanejo premožni in plemeniti ter vstopijo v krog plemenitašev. Mnogo dekorativnih kipov na stavbah je ostalo predmet trgovine, vendar so bili kiparji enako priznani kot slikarji. V 18. stoletju je kiparstva pritegnilo tudi srednji razred študentov, čeprav je bil študij zahtevnejši kot slikarstvo. Ženske kiparji so bolj opazne šele v 20. stoletju.

## Zgodovina kiparstva

### Prazgodovina
Mnogo ohranjene prazgodovinske umetnosti predstavljajo majhne prenosne skulpture, skupino ženskih figurin imenovanih Venere, kot je na primer Willendorfska Venera (24.000-22.000 pr. n. št.) najdena v srednji Evropi. 30 cm visok Levji človek iz območja Hohlenstein Stadel, Nemčija (30.000 pr. n. št.) je antropomorfna človeška figura, ki je lahko levinja-ženska. Bila je edina, dokler niso v bližini Bagdada, Irak, našli levinje Guennol iz 3000-2800 pred našim štetjem. Plavajoči severni jelen iz okoli 11.000 pred našim štetjem, je ena najboljših figur magdalenianskega rezbarstva iz kosti ali rogovja živali v umetnosti. Z začetkom mezolitika se je figurativno kiparstvo v Evropi močno zmanjšalo, več elementov v umetnosti se nanaša na reliefno dekoracijo praktičnih predmetov vse do rimske dobe. Izjema so nekatera dela, kot je na primer Gundestrupski kotel iz evropske železne dobe in Trundholmska sončna kočija iz bronaste dobe.
- Levji človek iz Hohlenstein Stadel, danes v Ulmer Museum, Ulm, Nemčija, najstarejši znan primer antropomorfne figurine, Aurignacianska kultura, 30.000-26.000 pr. n. št.
- Willendorfska Venera, okoli 24.000 − 22.000 pr. n. št..
- Magdalenski konj, okoli 15.000 pr. n. št. Musée d'Archéologie Nationale, Francija
- Potuhnjena hijena, okoli 12.000 - 17.000 nazaj, slonovina, najdena v Abri de la Madeleine, Francija
- Plavajoči severni jelen, okoli 11.000 pr. n. št., samica ali samec, pozna Magdaleniska doba, najdena v Montastruc, Tarn et Garonne, Francija
- Trundholmska sončna kočija, verjetno 1800–1500 pr. n. št.; ta stran je pozlačena, druga je temna.
- Venera iz Laussela, okoli 25.000 pr. n. št., zgornji paleolitik, Bordeaux museum, Francija
- Džōmonski kip, Japonska

### Starodavni Bližnji vzhod
Obdobje Uruk v Mezopotamiji, ko je prevladoval Uruk pozna proizvodnjo sofisticiranih del, kot je kultna vaza iz Uruka (danes Warka) in cilindrični pečati. Levinja Guennol je izjemno majhna apnenčasta figurina iz Elama iz okrog 3000-2800 pred našim štetjem, in je delno človek in delno levinja. Malo kasneje so nastale številne figure oseb velikimi očmi, predvsem iz alabastra in z dvignjeno nogo, ki so bile v templju del kultne podobe boga ali idoli, vendar se jih je zelo malo ohranilo. Skulpture iz sumerskega in akadskega obdobja imajo praviloma velike, strmeče oči in dolge brade pri moških. Velike mojstrovine so bile najdene v Kraljevih grobovih pri Uru (okoli 2650 pr. n. št.), vključno Oven ujet v goščavi (les, pozlačen, lapis lazuli), Bakreni bik in ena od lir Lire iz Ura.
Od mnogih kasnejših obdobij pred nastankom Novoasirskega imperija v 10. stoletju pred našim štetjem je mezopotamska umetnost ohranjena v številnih oblikah: cilindrični pečatniki, relativno majhne figure v krogu, reliefi različnih velikosti, tudi z enostavno oblikovana in okrašena keramika za dom, nekateri verski in neverski liki. Relief kraljice noči ali Burneyev relief je nenavadno zapletena in relativno velika (0,5 x 0,37 m) terakota plošča gole krilate boginje z nogami ptice ujede, ki jo spremljata sovi in ki stoji na dveh levih, iz okoli 1800-1750 pr. n. št. Kamnite stele, votivne podobe ali take, ki najbrž spominjajo na zmage, prikazujejo praznike, so tudi iz templjev, ki za razliko od uradnih, nimajo napisov, ki bi pojasnjevali pomen. Del Jastrebova stela (Stela iz Vulture) je zgodnji primer popisane vrste. Asirski Črni obelisk Šalmaneserja III. je velik in poznejši (825 pr. n. št.) in kaže podobe zmagoslavja.
Asirska osvojitev celotne Mezopotamiji in okoliških ozemelj je ustvarila večjo in bogatejšo državo, kot vse prejšnje v regiji in veličastno umetnost v palačah in na javnih mestih. Asirci so za palače razvili slog zelo velikih shem zelo podrobnih pripovednih nizkih reliefov v kamnu, s prizori iz vojne ali lova. Britanski muzej ima izjemno zbirko kot posledica zgodnjih odkritij in raziskovanj. Izdelovali so tudi zelo majhne skulpture in velikanske like varuhov vhodov, imenovanih lamassu (človeška glava na živalskem trupu, s petimi nogami tako, da je v kateremkoli pogledu figura popolna), ki so izdelani kot visoki relief in stojijo na obeh straneh pravokotnega bloka (vhoda).
- Eden od 18 kipcev Gudea, okoli 2090 pr. n. št.
- Relief Kraljice noči, Stara Babilonija, okoli 1800 pr. n. št.
- Asirski relief iz Nimruda, okoli 728 pr. n. št.

### Stari Egipt
Monumentalne skulpture starega Egipta so svetovno znane, v veliko večjem številu pa obstajajo tudi rafinirana in občutljiva majhna dela. Egipčani so uporabljali tehniko globokega reliefa, ki je bolj primerna za zelo močno sončno svetlobo. Reliefi so imeli podobne konvencije kot v slikarstvu, z razširjenimi nogami (če ne sedijo) in glavo prikazano od strani, trup pa od spredaj in standardni sklop razmerij, ki sestavljajo sliko, z uporabo 18 »pesti« od tal do las na čelu. To se pojavi že pri Narmerjevi paleti iz 1. dinastije. Taka konvencija se ni uporabljala za manjše figure, ki se ukvarjajo z neko dejavnostjo, kot so ujetniki in trupla. Druga konvencija je bila, da so moški temnejši kot ženske. Zelo tipizirani portretni kipi se pojavljajo že od 2. dinastije (pred 2780 pred našim štetjem) dalje in z izjemo tehnike obdobja Amarna od Ahkenatena in v nekaterih drugih obdobjih (12. dinastija), je podoba vladarjev idealizirana. Egiptovska umetniška tradicija se je zelo malo spremenila šele po osvojitvi Grkov.
Egipčanski faraoni so se vedno obravnavali kot božanstvo na zemlji. Druga božanstva so kot veliki kipi veliko manj pogosta, razen če ti predstavljajo faraona. So pa druga božanstva pogosto prikazana v slikah in reliefih. Slavna vrsta štirih kolosalnih kipov zunaj glavnega templja v Abu Simbel vsak kaže Ramzesa II. v tipičnem položaju. Majhne figure božanstev ali njihove živalske personifikacije so zelo pogoste in so bile priljubljene kot lončarski izdelek. Največ večjih skulptur se je ohranilo v egipčanskih templjih in grobnicah; od 4. dinastije (2680-2565 pr. n. št.) dalje kot kip Ka. Ti so bili vstavljeni v grobnice kot počivališče za del duše ka, zato je ohranjeno tudi lepo število manj konvencionalnih kipov administratorjev in njihovih žena, mnogo iz lesa, saj je Egipt eden redkih krajev na svetu, kjer podnebje omogoča lesu ohranitev skozi tisočletja. Tako imenovane rezervne glave brez las, so še posebej naturalistične. Zgodnje grobnice vsebuje tudi majhne modele sužnjev, živali, objektov in predmetov, kot so čolni, ki so bili potrebni pokojniku, da bi nadaljeval svoje življenjski slog v onostranstvu in kasneje figure Ušabti.
- Faksimile Narmerjeve palete, okoli 3100 pr. n. št., ki kaže kanon egipčanskega profila in proporce figur.
- Menkaura (Mikerin) in kraljica, Staro kraljestvo, 4. dinastija, 2490–2472 pr. n. št.. Formalna poza kaže par, kraljičina roka leži okoli njenega moža.
- Lesen model grobnice, 11. dinastija; visok uradnik šteje živino.
- Zlata Tutankamonova maska, pozna 18. dinastija, Egpčanski Muzej, Kairo
- Mladi Memnon okoli 1250 pr. n. št., British Museum
- Oziris na stebru iz lapis lazulija v sredini, na levi Horus in Izis na desni, 22. dinastija, Louvre
- Ka kip je prostor za naselitev duše, Egpčanski Muzej, Kairo
- Kip Pa-Ankh-Ra, kapitan ladje nosi kip Pta, pozno obdobje, okoli 650–633 pr. n. št., Cabinet des Médailles.

### Stara Grčija
Prvi izrazit slog starogrškega kiparstva se je razvil v zgodnjem Kikladskem obdobju bronaste dobe (3. tisočletja pr. n. št.), kjer so bile figure marmorne, običajno ženske in majhne, zastopane v elegantno poenostavljenem geometrijskem slogu. Najbolj značilen je stoječ položaj z rokami prekrižanimi spredaj, nekatere druge figure pa so prikazane v različnih pozah, kot na primer zapleten lik harfistke, ki sedi na stolu.
Poznejša Minojska in mikenska kultura sta razvili kiparstvo pod vplivom Sirije in drugih. V kasnejšem arhaičnem obdobju od okoli 650 pred našim štetjem, so razvili Kuros. To so veliki stoječi kipi golih mladeničev, ki jih najdemo v templjih in grobovih, in Kóre ekvivalent oblečene ženske, z dovršeno urejenimi lasmi in "arhaičnim nasmehom«. Zdi se, da so služili številnim funkcijam, včasih predstavljajo božanstva in včasih pokopano osebo v grobu, kot Kuros iz Kroisovega groba. Očiten je egiptovski in sirski vpliv, vendar so bili grški umetniki veliko bolj pripravljeni na eksperimentiranje.
V 6. stoletju se grški kip hitro razvija, postaja vse bolj naraven in veliko bolj aktiven in raznolik v predstavljanju pripovednih prizorov, čeprav še vedno v idealiziranih razmerjih. V pedimente templjev so bili dodani reliefi. V Partenonu v Atenah so našli ostanke pedimenta z okoli 520 figurami. Drugi pomembni ostanki arhitekturnega kiparstva prihajajo iz Paestuma v Italiji, Krfa, Delfov in Afajin tempelj v Ajgini (danes v Münchnu).
- Kikladski kip 2800−2300 pr. n. št., marmor 1,5 m visok (največji primer kikladskega kipa), Amorgos
- Kikladski kip 2700–2300 pr. n. št.. glava ženske figure visoka 27 cm
- Kikladska ženska figurina, okoli 2500–2400 pr. n. št., visoka 41,5 cm
- Mikene, ženski portret, najbrž sfinga ali boginja. poslikan mavec, okoli 1300−1250 pr. n. št.
- Mikene, 1600−1500 pr. n. št.. Srebrn riton z zlatimi rogovi in rozeto na čelu
- Bikova glava, Mikenski riton, terakota, 1300–1200 pr. n. št., najdena v grobnici v Karpatosu, Britanski muzej
- Mikenska vaza, 670 pr. n. št., Okrašen pitos najden v Mikonosu, Grčija, Prikazuje enega zgodnejših Trojanskih konj, Arheološki muzej Mikonos
- Kuros v naravni velikosti, okoli 590–580 pr. n. št., Metropolitanski muzej umetnosti
- "Sfinga iz Naxosa" iz Delfov, 570–560 pr. n. št., 222 cm visok kip
- Peplos Kore, okoli 530 pr. n. št., Atene, Akropolis Museum
- Pozno arhaični bojevnik iz vzhodnega pedimenta Afajinega templja, okoli 500
- Sarkofag iz Amatusa, Ciper, 2. četrtletje 5. st. pr. n. št., Arhaična doba, Metropolitanski muzej umetnosti

#### Klasična doba
Klasična doba je uvedla spremembe tako v slogu kot funkciji kiparstva. Oblike so postale bolj naturalistične, prikazovale so prave ljudi.
Iz prvega klasičnega obdobja je ohranjeno malo izvirnih ostankov. To so bili predvsem prostostoječi kipi večinoma iz brona. To obdobje je zapustilo okoli 500 figur v reliefih in okoli 480 kipov. Kipi so dajali vtis živahnosti in gibanja. Bila je kombinacija boljšega razumevanj anatomije in harmonične strukture figur ter zasledovanja naturalističnih ciljev, ki jih prej ni bilo. Izkopavanja Zevsovega templja v Olimpiji od leta 1829 dalje so pokazala največjo skupino ostankov, približno 460, od tega jih je veliko v Louvru. Zaradi izrazite strogosti izraza je kiparstvo iz začetka 5.stoletja pr. n. št. opredeljeno z oznako Strogi klasični slog.
Visoko klasično obdobje je trajalo le nekaj desetletij od okoli 450 do 400, vendar je imelo zelo velik vpliv na umetnost. Kljub zelo omejenemu številu ohranjenih originalnih del, je zelo prestižno obdobje. Najbolj znana dela so Partenonski friz, tradicionalno (po Plutarhu) skupinsko delo, ki ga je aktivno vodil in izvajal od približno 465-425 najbolj znani antični grški kipar Fidija, ki je bil v svojem času bolj znan po velikem krizelefantinskem kipu Zevsa v Olimpiji (okoli 432), eno od sedmih čudes antičnega sveta, njegova Atena Partenos (438), kultna podoba Partenona in Atena Promahos, kolosalna bronasta figura, ki je stala zraven Partenona; vse to je izgubljeno, vendar so znane iz številnih prezentacij. Pohvali se lahko tudi kot avtor nekaterih bronastih kipov v naravni velikosti znanih le iz kasnejših kopij, katerih identifikacija pa je sporna (primer Ludovisijev Galačan).
Visoka klasika je še naprej razvijala realizem in prefinjenost človeške figure in izboljšala upodobitev draperije (oblačila) ter jo uporabljala za dodajanje aktivnim pozam. Mimika je bila običajno zelo zadržana, tudi v bojnih prizorih. Sestava skupin likov v reliefih in pedimentih je kombinacija kompleksnosti in harmonije na način, ki je imel trajen vpliv na zahodno umetnost. Relief je lahko izredno visok, kot na Partenonu, kjer se večina nog bojevnikov popolnoma loči od ozadja. Ti kipi so tudi najbolj poškodovani. Pozna klasika je razvila prosto stoječe ženske kipe aktov, ki naj bi bila novost Praksitela in tudi bolj zapletene in subtilne poze, ki so zanimive iz več zornih kotov, kakor tudi bolj ekspresivne obraze. Ti trendi so bili značilni še daleč v helenističnem obdobju.

#### Helenistična doba
Prehod od klasičnega do helenističnega obdobja je potekal v 4. st. pr. n. št. Helenistično obdobje je običajno datirano od smrti Aleksandra Velikega leta 323 pred našim štetjem in se konča bodisi s končnim zavzetjem grškega osrčja s strani Rimljanov 146 pred našim štetjem ali s končnim porazom zadnjega preostanka Aleksandrovega imperija po bitki pri Akciju leta 31 pred našim štetjem, ki označuje tudi konec republikanskega Rima. Tako je veliko daljše kot vsa prejšnja obdobja in vključuje najmanj dve veliki fazi: eksperimentalni Pergamonski slog, živahen z nekaj sentimentalnosti in vulgarnosti in v 2. stoletju pred našim štetjem vrnitev klasicizma z bolj neprijazno preprostostjo in eleganco. Začetni pergamonski slog ni bil posebej povezana z Pergamonom po katerem je dobil svoje ime, vendar so zelo premožni kralji te države med prvimi, ki izberejo in tudi kopirajo klasično kiparstvo in tudi naročajo velika nova dela, vključno slavni Pergamonski oltar (Zevsov oltar) čigar ostanki so sedaj večinoma v Berlinu. Ponazarja nov slog, tako kot Mavzolej v Halikarnasu (eno od sedmih čudes), slavna skulptura Laocoön in njegovi sinovi v Vatikanskem muzeju in bronast izvirnik Umirajoči Galačan, za katerega vemo, da je bil del skupine, dejansko naročene za Pergamon okrog leta 228 pred našim štetjem, iz katerega je naredil kopijo Ludovisijev Galačan. Skupina, ki se imenuje Farnezijski bik, prvotno iz 2. stoletja v marmorju, je še večja in bolj kompleksna.
Helenistično kiparstvo je močno razširilo nabor predmetov, kar je deloma posledica večje splošne blaginje in pojava zelo bogatega razreda, ki je imel velike hiše okrašene s skulpturami, čeprav vemo, da so nekateri primeri predmetov, ki se zdijo bolj primerni za dom, kot so otroci z živalmi, v resnici stali v templjih ali na drugih javnih krajih. Precej bolj popularne za notranjo dekoracijo so bile Tanagrijske figurice in iz drugih centrov, kjer so bile majhne lončarske figure proizvedene na industrijski način. Nekatere so verske, druge prikazujejo živali in elegantno oblečene dame. Kiparji so postali bolj tehnično usposobljeni za prikaz mimike in palete čustev ter portretiranje posameznikov, kot tudi predstavljanje različne starosti in ras. Reliefi iz mavzoleja so precej netipični glede na navedeno. Najboljša dela so samostojne in skupinske kompozicije z več likov kot je Laokoon in skupina Pergamon. Barberinijev Favn, ki prikazuje Spečega Satira, je primer moralne sprostitve obdobja in pripravljenosti za ustvarjanje velikih in dragih skulptur, ki niso le herojske.
Po Aleksandrovi osvojitvi je bila helenistična kultura dominantna na dvorih večine Bližnjega vzhoda in nekaterih v Srednji Aziji, pa tudi v vedno več evropskih krajih, predvsem v Italiji, kjer so grške kolonije sprva nadzorovale večino juga. Helenistična umetnost in umetniki, ki so delovali zelo široko, je bila še posebej vplivna v rastoči rimski republiki in ko je naletela na budizem v vzhodnih deželah helenističnega območja. Velik, tako imenovan Aleksandrov sarkofag je bil najden v Sidonu v sodobnem Libanonu, ki so ga verjetno naredili na začetku obdobja izseljeni grški umetniki za heleniziranega perzijskega guvernerja. Bogastvo obdobja je znatno povečalo proizvodnjo luksuznih oblik male plastike, vključno z graviranimi dragulji in gemami, nakitom in zlata in srebrnine.
- Harmodij in Aristogejton, zelo redka bronasta figura najdena v morju, okoli 460–430 pr. n. št.
- Hermes in otrok Dioniz, verjetno Praksitelesov original, 4. st. pr. n. št.
- Dve elegantni dami, keramični figurini, 350–300 pr. n. št.
- Bronast kip konja, pozno 2. – 1. st. pr. n. št., Metropolitanski muzej umetnosti
- Samotraška Nike, okoli 190 pr. n. št., Louvre
- Miloška Venera, okoli 130 – 100 pr. n. št., Louvre
- Laokoontova skupina, grški, (Helenistična doba), verjetno kopija, med 200 pr. n. št. in 20 n. št., bel marmor, Vatikanski muzeji
- Leochares, Apolon Belvederski, okoli 130 – 140 n. št.. Rimska kopija po grškem bronastem originalu iz 330–320 pr. n. št., Vatikanski muzeji

### Evropa po Grkih

#### Rimsko kiparstvo
Na zgodnjo rimsko umetnost je vplivala umetnost Grčije in sosednjih Etruščanov, ki so jo spoznali preko trgovinskih partnerjev. Etruščanska posebnost so bile nagrobne figure iz terakote, ki so običajno ležale na vrhu pokrova sarkofaga, oprte na komolec v pozi, kot bi bili pri obedu. Ko je Rimska republika začela osvajati grško ozemlje, najprej v južni Italiji in nato celoten helenistični svet, razen Partskega Daljnega vzhoda, je uradno in patricijsko kiparstvo postalo predvsem podaljšanje helenističnega sloga, iz katerega se posebni rimski elementi težko prepoznajo, še posebej zato, ker je grško kiparstvo ohranjeno le kot kopija iz rimskega obdobja. V 2. stoletju pr. n. št. je »večina kiparjev, ki so delali v Rimu«, Grkov, pogosto zasužnjenih, katerih imena so zelo redko zabeležena. Ogromno grških kipov je bilo pripeljano v Rim ali kot plen ali zaradi izsiljevanja ali trgovine, s katerimi so krasili svoje templje.
Originalni italijanski slog je mogoče videti v nagrobnih spomenikih, kjer pogosto nastopajo portretni doprsni kipi. Portret je nedvomno glavna vrlina rimskega kiparstva. Ni ohranjenih tradicionalnih mask prednikov, ki so jih nosili v procesijah na pogrebih velikih družin, vendar mnogi ohranjeni doprsni kipi predstavljajo figure prednikov, kot na primer grobnica Scipiona ali kasnejši mavzolej izven mesta. Znana bronasta glava menda Lucij Junij Bruta je zelo različno datirana, vendar velja za zelo redek ohranjen primerek bronastega italskega sloga iz časa republike. Podobno odločno glavo se vidi na kovancu iz časa pozne republike in iz obdobja imperija, ko so jih pošiljali naokoli, da so jih dajali v bazilikah manjših mestih kot glavna vizualna oblika cesarske propagande; celo Londinij je imel kolosalni kip Nerona, čeprav je bil veliko manjši od 30 metrov visokega Neronovega kolosa v Rimu, ki je zdaj izgubljen.
Rimljani na splošno niso poskušali tekmovati s prosto stoječimi grškimi deli junaških kipov iz zgodovine ali mitologije, ampak so od samega začetka izdelovali zgodovinske dela v reliefu, ki se zaključi z velikimi rimskimi Triumfalnimi stebri, s pripovednimi reliefi, ki so se ovijali okoli njih, od katerih sta tista, ki spominjata na Trajana (leto 113) in Marka Avrelija (leto 193), ohranjena v Rimu, kjer Ara Pacis Augustae ('Oltar miru', 13 pr. n. št.) predstavlja uradno grško-rimski slog kot najbolj klasičen in izpopolnjen. Med drugimi pomembnejšimi primeri so reliefi na Konstantinovem slavoloku in na dnu stebra Antonina Pija (161). Reliefi Campana so bile cenejše lončarske različice marmornega reliefa, ki se je iz imperialnega obdobja razširil na sarkofag. Vse oblike luksuznih majhnih kipov so še naprej izdelovali in to v zelo dobri kakovosti. Znani primeri so srebrn Warrenov pokal, steklen Likurgova čaša in velika kameja kot je Gemma Augustea, Gonzagova kameja in "Velika kameja Francije". Za velik del prebivalstva so bile oblikovane reliefne dekoracije v keramiki na posodju in majhne figurice v velikih količini in pogosto precejšnje kakovosti.
Skozi pozno 2. stoletje 'baročne' faze, je bila v 3. stoletju rimska umetnost večinoma opuščena ali pa je proizvodnja preprosto postala neznatna; o spremembi in vzrokih za to še vedno veliko razpravljalo. Kontrast k navedenemu je slaven prikaz na Konstantinovem slavoloku iz leta 315 v Rimu, ki združuje odseke v novem slogu z rondeli v polnem grško-rimskem slogu in Štirje Tetrarhi (okoli 305), iz novega glavnega mesta Carigrad, ki je zdaj v Benetkah. Ernst Kitzinger najde v obeh spomenikih enake "čokate proporce, kotne premike, vrstni red delov s simetrijo, ponavljanje in opravljanje funkcij in draperije namesto modeliranje ... znak sloga je povsod, kjer se zdi, sestavljen iz odločne trdote, občutka teže in oglatosti - skratka, skoraj popolno zavračanje klasične tradicije."
Ta revolucija v slogu je nastopila tik pred obdobjem, v katerem je bilo krščanstvo sprejeto kot rimska državna religija za veliko večino ljudi, kar je vodilo do konca kiparstva velikih verskih kipov, ki so se zdaj uporabljali le za cesarje. Vseeno pa so bogati kristjani še naprej naročali reliefe za sarkofage, kot je primer sarkofag Junija Basa in zelo majhne kipe, še posebej iz slonovine, ki so temeljili na slogu konzularnega diptiha.
- Etruščanski sarkofag, 3. st. pr. n. št.
- Kapitolski Brut, datiran v 3. ali 1. st. pr. n. št.
- Avgust pri Prvih vratih , kip cesarja Avgusta, 1. st. Vatikanski muzeji
- Grobni relief Decii, leto 98–117
- Doprsni kip cesarja Klavdija, okoli leta 50, (predelan iz doprsnega kipa Kaligule), najden v tako imenovani baziliki Otricoli v Lanuviumu, Italija, Vatikanski muzeji
- Komod oblečen kot Herkul, okoli 191 v pozno imperialnem 'baročnem' slogu
- Portret štirih tetrarhov, okoli 305, kaže nov anti-klasični slog, porfir, sedaj v San Marco, Benetke
- Kamea gema znana kot "Velika kameja Francije", okoli 23, z alegorijo Avgusta in njegove družine

#### Zgodnji srednji vek in Bizanc
Zgodnji kristjani so v nasprotju z monumentalno versko skulpturo, nadaljevali rimsko tradicijo portretov in reliefov na sarkofagih, kot tudi manjših predmetov, kot je konzularni diptih. Takšni predmeti, ki so bili pogosto iz dragocenih materialov, so bili tudi glavna kiparska tradicija (kolikor je znano) od barbarskih civilizacij v obdobju preseljevanja, kot je razvidno iz najdb predmetov v grobnem zakladu iz 6. stoletja v Sutton Hoo in nakita skitske umetnosti in živalskega sloga otoške (Insularne) umetnosti. Po bizantinski tradiciji je karolinška umetnost oživila rezbarijo slonovine, pogosto v ploščah za vezavo dragocenih iluminiranih rokopisov, kot tudi za glave škofovskih palic in druge manjše predmete.
Bizantinska umetnost, čeprav proizvaja vrhunske reliefe iz slonovine in arhitekturno dekorativno umetnost, se nikoli ni vrnila k monumentalni plastiki ali celo zelo majhnim kipom. Med karolinškim in otonskim obdobjem tudi na zahodu ni bilo začetka izdelave monumentalnih kipov na dvorih in v večjih cerkvah. Ta se je postopoma razširila v poznem 10. in 11. stoletju v anglosaških cerkvah kot skulpture v naravni velikosti, verjetno iz plemenitih kovin v lesenem okvirju, kot je Zlata Madonna iz Essna. Ni ohranjenih anglo-saških primerov in ne velikih del nearhitekturnega kiparstva izpred leta 1000 ali so izjemno redki. Precej kvalitetnih je Geronovih križev' iz 965-70, to je križ, ki je bil očitno najpogostejša vrsta kiparstva. Karel Veliki je v Aachnu zgradil okrog leta 800 kapelo Palatin. Tej vrsti del še naprej raste priljubljenost, še posebej v Nemčiji in Italiji. Runski kamni v nordijskem svetu, Pictish kamni na Škotskem in morda visoki križi z reliefi v Veliki Britaniji, so bili severnjaški kiparski slog, ki je prevladoval v obdobju pokristjanjevanja.
- Slonokoščeni nadangel, 525–550, Konstantinopel
- Pozno karolinška slonokoščena tabla, verjetno platnice za knjigo
- Harbavillski triptih, Bizantinska slonovina, sredi 10. st.
- Detajl Kristusa na Gero križu, Köln 965–970, prvi primer povratka velike skulpture

#### Romanika
Od približno leta 1000 dalje je nastal splošen preporod umetniške produkcije v vsej Evropi, ki je bila posledica splošne gospodarske rasti v proizvodnji in trgovini. Nov slog romanske umetnosti je bil prvi srednjeveški slog, ki se je uporabljal po celi zahodni Evropi. Nove katedrale in romarske cerkve so bolj okrašene z arhitekturnimi kamnitimi reliefi, razvite so bile nove kiparske teme, kot je timpanon nad cerkvenimi vrati v 12. stoletju in kapitel s figurami in pogosto pripovednimi prizori. Izstopajo opatijske cerkve s skulpturami v Vezelayu, Moissac v Franciji in Silos v Španiji.
Za romansko umetnost je značilen zelo živahen slog tako v kiparstvu kot slikarstvu. Kapiteli na stebrih v tem obdobju niso bili zelo slikoviti, pogosto so vklesani s popolnimi prizori z več figurami. Velik lesen križ je nemška inovacija prav na začetku obdobja, kot je prosto stoječ kip Marija na prestolu, vendar je predvsem kiparstvu prevladoval visok relief. Skupine z običajno le malo globine, so potrebovale fleksibilnost, da so se stisnile v obliko kapitelov in cerkvenih timpanonov. Napetost med tesno obdajajočim okvirjem, iz katerega skupina včasih uide, je ponavljajoča tema v romanski umetnosti. Slog figur pogosto variira glede na velikost in pomembnost portretiranca.
Predmeti iz plemenitih materialov, kot so slonovina in kovina so imeli v tem obdobju zelo visok status, veliko bolj kot monumentalna plastika - poznamo imena več ustvarjalcev teh, kot slikarjev, iluminatorjev ali arhitektov-zidarjev. Kovine, vključno dekoracije v sklenini, je postal zelo prefinjen, številna spektakularna svetišča imajo ohranjene relikvije, med katerimi je najbolj znan relikviarij Treh kraljev v stolnici s Nikolaja v Verdunu. Bronasti Gloucesterski svečnik in medeninast Krstilnik (1108-1117), ki je zdaj v mestu Liege so odlično primeri sloga, livarstva, zelo zapletenega in energičnega oblikovanja, medtem ko pisava kaže mozanski slog na najbolj klasičen in veličasten način rokopisnega slikarstva. Bronasta vrata, triumfalni steber in druga oprema v Hildesheimska stolnica, Gniezno vrata in vrata bazilike di San Zeno v Veroni, so druge pomembne ohranjene umetnine. Aquamanile, posode za vodo se zdi, da so bile uvedene v Evropi v 11. stoletju in so pogosto fantastično zoomorfne oblike; ohranjeni primeri so v glavnem iz medenine. Veliko voskastih vtisov impresivnih pečatov je ohranjeno na listinah in dokumentih, že estetski pa so tudi romanski kovanci.
Samostanski križ je nenavadno veliko razpelo iz slonovine, s kompleksno gravuro z mnogimi figurami prerokov in drugih, ki jo je izdelal eden razmeroma redkih umetnikov, katerih ime je znano, Mojster Hugo, ki je izdeloval tudi iluminirane rokopise. Lewisove šahovske figure so dobro ohranjen primer majhnih figur iz slonovine, od katerih so mnogi koščki ali delci ostali od škofovskih palic, plaket, prsnih križev in podobnih predmetov.
- Krstilnik v cerkvi sv. Bartolomeja, Liège, 1107–1118
- Timpanon v baziliki v Vézelayu, Burgundija, Francija, 1130-ta
- Fasada stolnice Ourense, Španija, 1160
- Pórtico da Gloria, stolnica Santiago de Compostela, Galicija, Španija, okoli 12.–13. st.

#### Gotika
Gotsko obdobje je v bistvu opredeljeno z gotsko arhitekturo, a se v celoti ne ujema z razvojem sloga v kiparstvu bodisi v svojem začetku ali na koncu. Pročelja velikih cerkva, še posebej okoli vrat, imajo še vedno velike timpanone, se pa tudi vrste skulptur okoli njih. Kipi na zahodnem (kraljeve,) portalu stolnice v Chartresu (okoli 1145) kažejo, elegantno, pa tudi pretirano širjenje stebrov, tisti na južnem portalu transepta (1215-1220) kažejo bolj naturalističen slog in večjo distanco od stene in nekaj klasične tradicije. Ti trendi so se nadaljevali na zahodnem portalu pri stolnica v Reimsu nekaj let kasneje, ko so figure skoraj v krogu, kot je postalo običajno, ko se je gotika razširila po Evropi.
V Italiji Nicola Pisano (1258-1278) in njegov sin Giovanni razvijeta slog, ki je pogosto imenovan proto-renesansa, z nezmotljivim vplivom rimskega sarkofaga in prefinjeno in prenatrpano kompozicijo, vključno s sočutnim ravnanjem z goloto. Znane so reliefne plošče na prižnici stolnice v Sieni (1265-1268), Fontana Maggiore v Perugii in prižnica v Pistoii iz leta 1301. Drugo oživljanje klasičnega sloga se kaže v mednarodnem gotskem slogu Clausa Sluterja in njegovih privržencev v Burgundiji in Flandriji okoli leta 1400. Poznogotsko kiparstvo se je nadaljevalo na severu z modo zelo velikih lesenih klesanih oltarnih podob z bolj virtuozno gravuro in velikim številom ekspresivnih figur; večina primerov je ohranjena v Nemčiji, po velikem ikonoklazmu drugod. Tilman Riemenschneider, Veit Stoss in drugi so nadaljevali slog tudi v 16. stoletju in postopoma absorbirali italijanske renesančne vplive.
Nagrobni liki v naravni velikosti v kamnu ali alabastru so postali priljubljeni pri bogataših, Razvile so se velike več nivojske grobnice, kot je Scaligerijeva grobnica v Veroni, ki je tako velika, da jo je bilo treba premakniti izven cerkve. Do 15. stoletja je bil Nottinghamski alabaster izraz za skupine plošč oltarnih reliefov v velikem delu Evrope, saj so bile ekonomične za župnije, ki si niso mogle privoščiti kamnitih. Male rezbarije, večinoma nestrokovne in pogosto na ženskega trgu, so postale precej industrijske v Parizu in nekaterih drugih centrih. Podobe iz slonovine so obsegale majhne nabožne poliptihe, posamezne figure, posebej Device, zrcala, glavnike in skrinjice s prizori iz romanc, ki so se uporabljale kot darila. Zelo bogata je bila zbirka ekstravagantno izdelanih draguljarskih in emajliranih kovinskih predmetov, tako posvetnih in verskih, vojvode de Berryja relikviarij Sveti Thorn, dokler mu ni zmanjkalo denarja in so bili staljeni spet za gotovino.
- Zahodni portal katedrale v Chartresu (okoli 1145)
- Južni portal stolnice v Chartresu (okoli 1215–20)
- Zahodni portal stolnice v Reimsu, skupina Oznanjenja
- Nicola Pisano, Rojstvo in poklon Treh kraljev iz prižnice krstilnice v Pisi
- Bamberški jezdec, 1237, konjeniški kip v naravni velikosti, prvi tak od antike
- Pokrov Walterjeve skrinje s scenami: Obleganje gradu ljubezni levo in viteške grajske igre. Pariz, 1330–1350
- Obleganje gradu ljubezni na ogledalu, Musée du Louvre, 1350–1370; dame so izgubili.
- Naumburška stolnica, Pietà, 1330–40
- Claus Sluter, David in preroki
- Podnožje, relikviarij Sveti Torn, Vstajenje od mrtvih v zlatu, emajlu in draguljih
- Del oltarja Kristusovo vstajenje, Anglija, 1450–90, alabaster z ostanki barve
- Detajl Zadnje večerje iz oltarja Svete krvi, Tilman Riemenschneider, 1501–05, Rothenburg ob der Tauber, Bavarska

#### Renesansa
Za začetek renesančnega kiparstva se pogosto smatra slavno naročilo za vrata v krstilnici v Firencah v 1403, iz katerega je sta z več modeli izšla zmagovalca, Lorenzo Ghiberti in Filippo Brunelleschi. Ghibertijeva vrata so še vedno na mestu, vendar pa jih je nedvomno zasenčil njegov drugi par za drugem vhodu, tako imenovana "Vrata raja", izdelana med 1425 -1452 in so bleščeča, samozavestna, klasična kompozicija različnih globin reliefov, ki omogočajo obsežno ozadje. Vmesna leta je zaznamoval Ghibertijev pomočnik Donatello, ki se je hitro razvil z nekaj kipi vključno svojim Davidom v marmorju (1408-1409) in bronu (1440-ta) ter konjeniškim kipom Gattamelata, kot tudi z reliefi. Vodilna osebnost v kasnejšem obdobju je bil Andrea del Verrocchio, najbolj znan po svojem konjeniškem kipu Bartolomeo Colleoni v Benetkah; njegov učenec, Leonardo da Vinci je leta 1482 zasnoval skulpturo Konja za Milano, vendar je uspel izdelati le 7,3 m visok glinen model, ki je bil uničen od francoskih lokostrelcev leta 1499, njegovi drugi ambiciozni kiparskih načrti pa tudi niso bili nikoli zaključeni.
Obdobje je bilo zaznamovano s patronatom države za javno umetnost in pokroviteljstva bogatašev za kiparske izdelke za svoje domove; še posebej v Italiji javni kip ostaja ključni element videza zgodovinskih mestnih središč. Cerkveno kiparstvo se večinoma preseli tudi v notranjost. Portretno kiparstvo, običajno doprsni kipi so postali priljubljeni v Italiji okoli leta 1450 z Neapeljčanom Francescom Laurano, specializiranim za mlade ženske v meditativnih pozah, medtem ko je Antonio Rossellino in drugi bolj pogosto upodabljal bodičast moške obraze, pa tudi majhne otroke. Portretno medaljo je izumil Pisanello, ki je tudi pogosto upodabljal ženske.
Michelangelo je bil aktiven kipar med letoma 1500-1520 in poleg njegovih velikih mojstrovin, kot so David, Pietà, Mojzes in dela za grobnico papeža Julija II. in Kapela Medičejcev, ni mogoče zanemariti poznejših kiparjev. Njegova ikona David (1504) stoji v kontrapostu, izposojenem iz klasičnega kiparstva. Ta se razlikuje od prejšnjih na to temo, saj je David upodobljen pred svojo bitko z Goljatom in ne po porazu. Namesto da bi bil prikazan kot zmagovalec, kot je to storil Donatello in Verocchio, David izgleda napet in pripravljen na bitko.
- Lorenzo Ghiberti, panel Križanje Izaka iz vrat krstilnice v Firencah
- Luca della Robbia, detajl Cantoria, okoli 1438, Museo dell'Opera del Duomo, Firence
- Donatello, Davidom, okoli 1440, Bargello Museum, Firence
- Donatello, Judita in Holofern, okoli 1460, Palazzo Vecchio, Firence
- Francesco Laurana, ženski doprsni kip
- Verrocchio, Kristus in Sv. Tomaž, 1467–83, Orsanmichele, Firence
- Michelangelo, David, okoli 1504, Galleria dell'Accademia, Firence
- Michelangelo, Umirajoči suženj, okoli 1513–1516

#### Manierizem
Kot v slikarstvu, je zgodnja italijanska manieristična plastika v veliki meri poskus najti izviren slog, ki bi dosegal visoko renesanso, ki je v kiparstvu v bistvu pomenila Michelangela, in še velik boj za dosego tega, ki se je odvijal v naročilih za zapolnitev mest v Piazza della Signoria v Firencah, poleg Michelangelovega Davida. Baccio Bandinelli je prevzel projekt Herkul in Kak od samega mojstra, vendar je bil malo bolj priljubljen kot je sedaj. Podobno kot druga njegova dela in drugih manieristov odvzema veliko več iz osnovnega bloka, kot bi Michelangelo. Cellinijev bronasti Perzej z glavo Meduze je zagotovo mojstrovina, izdelana z osmimi zornimi koti, druga manieristična značilnost, vendar je zares izumetničen v primerjavi z Michelangelovim ali Donatellovim Davidom. Prvotno zlatar, njegova slavna zlata in pološčena Solnica (1543) je bil prvi kip kjer je pokazal svoj talent. Kot kažejo ti primeri, obdobje podaljša paleto posvetnih predmetov velikih del, poleg portretov še zlasti mitološke figure; pred tem so bile večinoma najdene v majhnih delih.
Majhne figure iz brona za kabinetne zbiralce, pogosto mitološke gole figure, so bile priljubljena oblika renesanse, s katerimi se je Giambologna, originalno flamska, toda temelječa v Firencah, odlikoval v kasnejšem delu stoletja, prav tako pa ustvarjal tudi skulpture v naravni velikosti, od katerih sta dve na trgu Piazza della Signoria. On in njegovi privrženci so oblikovali elegantno podolgovate primere figura serpentinata, pogosto dve med seboj prepleteni figuri, ki so bile zanimive iz vseh zornih kotov.
- Ženske figure in kerubi okoli Aleksandra Velikega, štukatura nad vrati palače Fontainebleau, verjetno oblikoval Primaticcio, ki je naslikal tudi ovalno sliko, 1530 - 1540
- Benvenuto Cellini, Perzej z glavo Meduze, 1545–1554
- Giambologna, Samson pobija Filistina, okoli 1562
- Giambologna, Ugrabitev Sabink, 1583, Firence, Italija, višina 410 cm, marmor

#### Barok in rokoko
V baročnem kiparstvu, imajo skupine figur nov pomen, dinamično gibanje in energija človeških form - spiralno ovita okoli praznega centralnega vrtinec, ali dosegla navzven v okoliški prostor. Baročno kiparstvo ima pogosto večkratne idealne zorne kote in odraža splošno nadaljevanje renesanse premaknjeno od reliefa k skulpturi ustvarjeni v krogu in so namenjene sredini velikih prostorov - zapletene fontane kot Berninijeva Vodnjak štirih rek (Rim, 1651) ali tiste v Versajskih vrtovih. Baročni slog je bil zelo primeren za kiparstvo, z Gian Lorenzo Berninijevimi dominantnimi skulpturami stoletja, v delih kot je Zamaknjenje svete Terezije (1647-1652). Mnogim baročnim kipom je dodal ekstra-kiparske elemente, na primer skrito razsvetljavo ali vodne fontane, ji spojil z arhitekturo in ustvaril izjemne izkušnje za gledalca. Umetniki so sebe videli kot v klasike, toda občudovalci helenističnega in pozneje rimskega kiparstva, raje kot bolj "klasična" obdobja, kot je videti danes.
Reformacija je prinesla skoraj popolno zaustavitev verskega kiparstva v večjem delu severne Evrope, sicer pa se je nadaljevalo sekularno kiparstvo, zlasti portreti in nagrobni spomeniki. Nizozemska Zlata doba nima pomembne kiparskega dela razen zlatarstva. Kipi vladarjev in plemstva so postali bolj priljubljeni. V 18. stoletju je več skulptur izdelanih v baročnem slogu na Fontani di Trevi, ki je bila končana šele leta 1762. Rokoko slog je bil bolj primeren za manjša dela in je svojo idealno kiparsko obliko našel v začetku evropskega porcelana in notranje dekorativne plastike iz lesa ali mavca, takšno kot tisti v francoskem domačem okolju in avstrijskih in bavarskih romarskih cerkvah.
- Gian Lorenzo Bernini, Apolon in Dafne v Galerija Borghese, 1622–1625
- Doprsni kip Ludvika XIV., 1686, Antoine Coysevox
- Pierre Paul Puget, Perzej in Andromeda, 1715, Louvre
- Franz Anton Bustelli, rokoko skupina Nimfenburški porcelan

#### Neoklasicizem
Neoklasicistični slog, ki je prišel v poznem 18. stoletju, je dal velik poudarek kiparstvu. Jean-Antoine Houdon ponazarja prodoren portretni kiparski slog, akti Antonia Canove so idealističen vidik gibanja. Obdobje neoklasicizma je bilo eno od velikih obdobij javnega kiparstva, čeprav so bili njegovi "klasični" prototipi bolj rimske kopije helenističnih skulptur. V kiparstvu so najbolj znani predstavniki Italijan Antonio Canova, Anglež John Flaxman in Danec Bertel Thorvaldsen. Evropski neoklasicističen slog se je prijel tudi v Združenih državah Amerike, kjer se je zgodil njegov vrhunec nekoliko kasneje in je pojasnjen s skulpturami Hirama Powersa.
- Jean-Antoine Houdon, doprsni kip Benjamin Franklin, 1778, Metropolitan Museum of Art
- Bertel Thorvaldsen, Jazon in zlato runo (1803)
- John Flaxman, spomenik v cerkvi Badger, Shropshire, okoli 1780
- Hiram Powers, 1851, Grška sužnja, Yale University Art Gallery